# Krusa pilipes
Krusa pilipes is een hooiwagen uit de familie Sclerosomatidae.